# Art d'Asie orientale

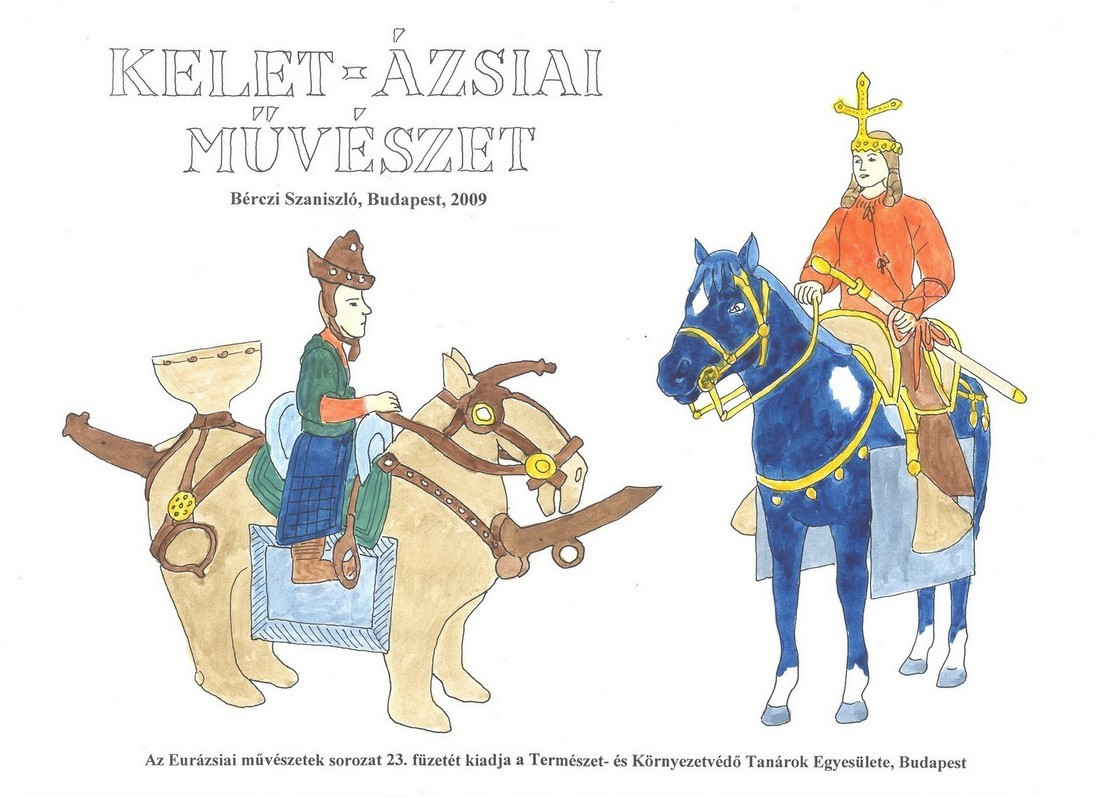
La couverture du livret d'art d'Asie de l'Est montre un dessin de musée représentant un cavalier coréen et japonais de Séoul et d'Izumo.

Les arts d'Asie orientale comprennent :
- Art chinois
- Art mongol
- Art japonais
- Art coréen
- Art taïwanais
- Art tibétain
- L'extrême-Orient russe peut être aussi rattaché à cet ensemble

Par ailleurs une partie de ces populations pratiquent le bouddhisme et elles ont édifié, chacune, un art bouddhique qui est propre à leur histoire. 